# アジゴル灯台
アジゴル灯台（アジゴルとうだい、ウクライナ語: Аджигольський маяк、ロシア語: Аджигольский маяк）は、スタニスラフ導灯後灯 (英語: Stanislav Range, Rear) とも称される、直立した平鋼製の格子双曲面構造による灯台で、ウクライナのヘルソンから30キロメートル (19 mi)ほどの距離に位置している。高さは211フィート (64 m)あり、「伝統的な灯台」としてはウクライナで最も高く、世界でも16番目に高い。
この灯台は、ドニエプル川の河口の先にある小島に設けられたコンクリート製の桟橋の上に建てられており、リバルチェ (ウクライナ語: Рибальче、ロシア語: Рыбальче)の北およそ2.5キロメートル (1.6 mi)沖合にある。西北西に位置するスタニスラフ導灯前灯とともに導灯として機能し、ドニエプル川に入る船舶を誘導する役割を担っている。
この灯台は、ウラジーミル・シューホフによって1910年に設計され、1911年に建設された。1階建ての灯台守の家は双曲面構造の内側に建てられている。
灯台となっている塔の敷地へは、船でしか渡れない。敷地は公開されているが、塔は非公開である。